# MIDI Show Control
 (février 2011).
 (août 2014).
Si vous disposez d'ouvrages ou d'articles de référence ou si vous connaissez des sites web de qualité traitant du thème abordé ici, merci de compléter l'article en donnant les références utiles à sa vérifiabilité et en les liant à la section « Notes et références ».
Le MIDI Show Control, ou MSC, est une importante extension de type Système Exclusif en Temps Réel du standard international Musical Instrument Digital Interface (MIDI). MSC permet à tous types d'équipements multimédia de communiquer les uns avec les autres à travers des systèmes de show control.
Le protocole MIDI Show Control est un standard de l'industrie ratifié par la MIDI Manufacturers Association en 1991, qui  offre la possibilité à toutes sortes d'appareils de contrôle multimédia de communiquer entre eux et avec des ordinateurs pour amener des fonctions de gestion et de contrôle du show en temps réel, et des applications de productions multimédia. Exactement comme le protocole musical MIDI, MSC ne transmet pas les données média du show en cours; il transmet simplement une information numérique au sujet d'un événement multimédia.

## Comment fonctionne MSC
Lorsqu'un cue (mémoire des consoles son et lumière) est appelé par un utilisateur et/ou préprogrammé sur une ligne du temps dans un logiciel de show control, le show control en question transmet un ou plusieurs message MSC depuis son port de sortie MIDI. Une séquence typique de messages MSC est:
1. l'utilisateur appelle une mémoire
2. cette mémoire concerne l'appareil numéro 3 du système qui gère la lumière
3. la mémoire a pour numéro 45.8
4. la mémoire est dans la liste de mémoire numéro 7

Les messages MSC sont transmis en série de la même manière que les signaux musicaux et ils sont pleinement compatibles avec tout le matériel MIDI traditionnel, bien que beaucoup de nouveaux appareils MSC utilisent maintenant des liaisons Ethernet pour bénéficier d'un meilleur débit de bande passante et de la flexibilité offerte par ces réseaux. D'autres paramètres d'un show peuvent aussi être transmis par MSC comme les réglages des sous-master (fader) d'une console lumière en utilisant des messages MSC « SET ».
Toutes les mémoires qui peuvent être jouées par un appareil multimédia sont liées à des messages MSC à l'intérieur même de la liste de mémoires du Show Control. Ces messages sont transmis depuis son port « Sortie MIDI » au moment approprié du show, en fonction des actions de l'utilisateur et des temporisations internes du show control.

## MIDI Show Control software
| Logiciel             | Plateforme              | Article de l'entreprise   | Site de l'entreprise                |
| -------------------- | ----------------------- | ------------------------- | ----------------------------------- |
| SM-Designer          | Windows                 | Richmond Sound Design     | www.richmondsounddesign.com         |
| Navigator            | Windows                 | Fisher Technical Services | www.fishertechnical.com             |
| ABEdit               | Windows                 | Richmond Sound Design     | www.richmondsounddesign.com         |
| ShowMan              | Windows                 | Richmond Sound Design     | www.richmondsounddesign.com         |
| ABShowMaker          | Mac                     | Richmond Sound Design     | www.richmondsounddesign.com         |
| IMEASY               | Windows, Mac            |                           | www.aegweb.com                      |
| Manager              | Windows                 |                           | www.medialon.com                    |
| SFX                  | Windows                 |                           | www.stageresearch.com               |
| V-Control            | Windows, Linux, OS X    |                           | www.vman.cc                         |
| showcontrolpro (scp) | Windows, Mac            |                           | www.showcontrolpro.co.uk            |
| SAMSC                | Mac                     |                           | www.samsc.com                       |
| Pure Data            | Windows, Mac, GNU/Linux |                           | www.puredata.org                    |
| MAX/MSP              | Windows, Mac            |                           | www.cycling74.com                   |
| TRAX                 | Mac                     |                           | www.dataton.com                     |
| GType                | Windows                 |                           | www.mckenzieelectronics.com         |
| ShowFlow             | Windows                 |                           | www.mediamat.com                    |
| QLab                 | Mac, OS X               |                           | figure53.com                        |
| TJShow               | Windows                 |                           | www.tjshow.com                      |
| CUE Showcontrol      | Windows                 |                           | www.tegen-licht.nl/cue-showcontrol/ |
| PCStage              | Windows                 |                           | www.lowernab.co.uk                  |
| CSC                  | Windows                 |                           | www.ctrelectronics.co.uk            |
| MultiPlay            | Windows                 |                           | www.audiovisualdevices.com.au       |